# Tritís
Las 10 primeras tritías correspondían a la ciudad de Atenas (la ciudad, asty) y sus inmediaciones, las 10 segundas correspondían al territorio costero (la costa, paralia) y las 10 últimas correspondían a las zonas rurales (el interior, mesogea).
Clístenes sacó a la suerte una tritís de cada región para constituir cada  tribu: había por tanto diez tribus, es decir, cada tribu de Atenas estaba compuesta de 3 tritías. Antes de la reforma de Clístenes, los atenienses estaban repartidos en 4 tribus y cada tribu en 3 tritías y 12 naucrarías.
Cada tribu enviaba a 50 de sus miembros a la Boulé, el Consejo de Atenas. Los bouleutas, 50 delegados de cada tribu ejercían colectivamente durante uno de los diez meses del año ateniense (treinta y seis días) la magistratura de los pritanos. 
Los miembros de una misma tritís asumían durante un día la vigilancia del Tholos, edificio donde se reunían los pritanos. Es el único papel político que se le conoce a la tritís.